# 2013 en Polynésie française
Cet article présente les faits marquants de l'année 2013 en Polynésie française.

## Évènements
- 16 janvier : Gaston Flosse, sénateur de Polynésie française et ancien Président du pays, est condamné à cinq ans de prison et de privation des droits civils et civiques pour trafic d'influence passif et corruption active[1].

- 21 avril et 5 mai : Les élections territoriales sont remportées par le parti Tahoeraa huiraatira (gaulliste, autonomiste, anti-indépendantiste) de Gaston Flosse[2]. Le 17 mai, l'Assemblée de la Polynésie française élit Gaston Flosse à la présidence du pays, par 38 voix sur 57 ; il succède à Oscar Temaru. Ayant été condamné à cinq ans d'inéligibilité pour[trafic d'influence, il pourrait toutefois perdre son mandat, à moins d'un arrêt favorable par la Cour de cassation fin 2013 ou début 2014[3].

- 16 mai : L'Assemblée de la Polynésie française se prononce contre la potentielle réinscription du pays sur la liste des territoires non autonomes, qui doit être débattue par l'Assemblée générale des Nations unies le lendemain[4]. Le 17 mai, l'Assemblée générale adopte par consensus la réinscription sur la liste de la Polynésie française, malgré l'opposition de celle-ci et de la France. La motion avait été déposée auprès des Nations unies par les Salomon, les Tuvalu et Nauru[5].